# Сомери, Маргарет
Маргарет де Сомери (англ. Margaret de Somery; умерла после 18 июня 1293) — старшая из дочерей Роджера де Сомери, феодального барона Дадли, и Николь д’Обиньи; жена Ральфа Бассета из Дрейтона. После смерти матери должна была унаследовать её владения, однако ими продолжал управлять её отец, что вызвало его конфликт с мужем Маргарет. После гибели мужа, сторонника Симона де Монфора, в битве при Ившеме его владения были конфискованы. Позже король вернул их сыну Маргарет, Ральфу, в честь признания заслуг её отца, сохранившего верность королю. Сама Маргарет позже вышла замуж вторично, а после смерти второго мужа постриглась в монахини.

## Биография
Маргарет происходила из англонормандского рода Сомери, известного с XII века. Её отец, Роджер (IV) де Сомери (умер до 26 августа 1273), был феодальным бароном Дадли. Мать же Маргарет, Николь д’Обиньи, была дочерью Уильяма д’Обиньи, 3-го графа Арундела. Поскольку наследовавшие Уильяму двое сыновей, Уильям и Хью, детей не оставили, владения рода Обиньи в 1243 году были разделены между четырьмя сёстрами покойных графов и их наследниками. Николь при этом получила манор в Барроу-апон-Сор в Лестершире.
Точный год рождения Маргарет неизвестен. Около 1245 года её выдали замуж за Ральфа Бассета из Дрейтона, унаследовавшего после смерти отца между 1255 и 1257 годами пять маноров в Стаффордшире, Лестершире, Ноттингемшире и Дорсете; основным его владением был манор Дрейтон Бассет в Стаффордшире. Мать Маргарет умерла не позже 1254 года (в этом году её отец женился вторично). Поскольку её единственный полнородный брат Ральф умер до 1253 года, Маргарет как старшая из дочерей должна была унаследовать владения матери — манор Барроу-апон-Сор. Однако им продолжал управлять её отец, что вызвало его конфликт с мужем Маргарет.
Во время Второй баронской войны Ральф Бассет оказался в числе сторонников Симона де Монфора и противников короля Генриха III, в то время как отец Маргарет был в числе роялистов. В декабре 1264 года Бассет получил вызов в так называемый «парламент Монфора», но уже 4 августа 1265 года погиб в битве при Ившеме, в которой победу одержала королевская армия. Его владения, как и земли других мятежников, были конфискованы и розданы сторонникам короля, но вскоре были возвращены его вдове Маргарет де Сомери в знак признания заслуг её отца, верного сторонника Генриха III.
От брака с Ральфом у неё был по крайней мере один сын, Ральф Бассет (VI) (умер 31 декабря 1299), который в 1295 году был вызван в английский парламент как 1-й барон Бассет из Дрейтона. Возможно также, что дочерью, родившейся в этом браке, была Мод, жена Джона де Грея, 2-го барона Грея из Уилтона. Около 1270 года Маргарет вышла замуж вторично — за сэра Ральфа де Кромвеля, владевшего поместьями Кромвель в Ноттингемшире и Западный Холлам в Дербишире. От этого брака родились по крайней мере двое сыновей, один из которых — Джон де Кромвель (умер до 8 октября 1335) — в 1308 году был вызван в английский парламент как 1-й барон Кромвель.
Второй муж Маргарет умер в 1289 году, после чего не позже 18 июня 1293 года, когда её сын Ральф принёс вассальную присягу за все доставшиеся ему от матери земли, она постриглась в монахини. Больше о ней сведений нет.

## Брак и дети
1-й муж: с ок. 1245 Ральф Бассет (ум. 4 августа 1265), барон Бассет из Дрейтона с 1264. Дети:
- Ральф Бассет (VI) (ум. 31 декабря 1299), 1-й барон Бассет из Дрейтона с 1295[9];
- (?) Мод Бассет; муж: Джон де Грей (ок. 1268 — 18 октября 1323), 2-й барон Грей из Уилтона с 1308[9][10].

2-й муж: с ок. 1270 сэр Ральф де Кромвель (ум. 1289), владелец Кромвеля в Ноттингемшире и Западного Холлама в Дербишире . Дети:
- Ральф де Кромвель (ум. до 2 марта 1299)[11].
- Джон де Кромвель (ум. до 8 октября 1335), 1-й барон Кромвель с 1308[11].